# Català fragatí
|  | «Fragatí» redirigeix aquí. Si cerqueu el gentilici, vegeu «Fraga». |

El fragatí és la varietat del català parlada al municipi aragonès de Fraga i per extensió a la comarca del Baix Cinca. És una parla intermèdia entre el lleidatà i el ribagorçà, però també té algunes traces meridionals comunes amb el valencià.
El lèxic d'interès etnogràfic de Fraga ha estat relativament estudiat, atès que la dita localitat figura en l'Atlas Lingüístico y Etnográfico de Aragón, Navarra y la Rioja amb la sigla Ho 602.

## Fonètica
- La vocal a final àtona es torna una e oberta àtona com en lleidatà i en parles com la de Gandesa. Per exemple, Frague, Lleide i case.
- Palatalització de la l en els grups llatins -pl-, -cl- i -fl-, com en ribagorçà. Per exemple, pllou i cllau.
- Tendència, segons el tempo de la frase, a la pèrdua de la -d- intervocàlica, sobretot en els participis, com en valencià. Per exemple, trobà.

## Lèxic
Hi ha alguns aragonesismes, com ara les navaes per a les aumedies i assabel i assabelta, adaptació de l'aragonès asabelo 'molt'.